# CE-20
CE-20 je kriogeni raketni motor koji je razvio Liquid Propulsion Systems Center, podružnica Indijske organizacije za istraživanje svemira. Razvijen je za pogon gornjeg stupnja geosinkrone rakete za lansiranje satelita Mk III . To je prvi indijski kriogeni motor koji ima ciklus plinskog generatora. Kriogeni motor velikog potiska jedan je od najsnažnijih kriogenih motora gornjeg stupnja na svijetu.

## Pregled
CE-20 je prvi indijski kriogeni motor koji ima ciklus plinskog generatora. Motor proizvodi nazivni potisak od 200 kN, ali ima radni raspon potiska između 180 kN i 220 kN i može se postaviti na bilo koju fiksnu vrijednost između njih. Komora za izgaranje izgara tekući vodik i tekući kisik pri 6 MPa s omjerom smjese motora 5,05. Motor ima omjer potiska i težine od 34,7 i specifični impuls od 444 sekunde (4,35 km/s) u vakuumu.

## Razvoj i testiranje
- Dana 28. travnja 2015., CE-20 je prošao test vrućeg rada u trajanju od 635 sekundi u IPRC-u, ispitnoj ustanovi Mahendragiri. Ovom testu su prethodila dva testa hladnog pokretanja i četiri kratkotrajna testa vrućeg motora.[7]
- Dana 16. srpnja 2015., prvi razvojni CE-20 motor 'E1' uspješno je podvrgnut vrućem testiranju izdržljivosti u pogonskom kompleksu ISRO, Mahendragiri u trajanju od 800 sekundi s regulatorom omjera smjese (MRC) u načinu rada zatvorene petlje. Ovo trajanje je otprilike 25% dulje od trajanja sagorijevanja motora u letu. Ovo je bio deseti razvojni test za CE-20.[8]
- Dana 10. kolovoza 2015. izvršeno je kratkotrajno (5,7 sekundi) vruće ispitivanje motora CE20 kako bi se pokazalo uspješno paljenje motora s uvjetima tlaka u spremniku kao u letu.[9]
- Dana 19. veljače 2016., drugi razvojni CE-20 motor 'E2' je testiran na vrućem vremenu u trajanju od 640 sekundi s kontrolerom omjera smjese (MRC) u modu zatvorene petlje u ISRO pogonskom kompleksu, Mahendragiri.[10][11][12]
- Dana 3. prosinca 2016. obavljen je test prihvatljivosti leta u trajanju od 25 sekundi u uvjetima velike visine na trećem razvojnom motoru CE-20 (E3). Uspješno je letjelo na prvom razvojnom letu 'D1' GSLV Mk-III 5. lipnja 2017.[13][14][15][16]
- Dana 25. siječnja 2017. CE-20 motor E2 integriran s razvojnom fazom za GSLV Mk III, C25 'D' testiran je u trajanju od 50 sekundi.[15][17]
- Dana 17. veljače 2017. CE-20 motor E2 integriran s razvojnom fazom za GSLV Mk III, C25 'D' testiran je u trajanju od 640 sekundi.[15][18]
- Dana 11. listopada 2018. motor CE-20 E6 završio je 25-sekundno ispitivanje prihvatljivosti leta u uvjetima velike visine za misiju GSLV Mk III M1/Chandrayaan-2.[19]
- Dana 12. siječnja 2022., CE-20 motor E9 završio je 720 sekundi dug kvalifikacijski test za program Gaganyaan.[20]

## Vanjske poveznice
|  | Zajednički poslužitelj ima još gradiva o temi CE-20 |